# Emiliano Corona
Emiliano Corona (Feltre, 6 settembre 1983) è un orientista italiano.

## Biografia
Trascorre la sua infanzia nella Valle del Vanoi (nel paesino di Caoria) dove nasce la sua passione per i boschi; quando compie 8 anni si trasferisce ad Imer nella vicina Valle di Primiero dove grazie ad Adriano Bettega e a Dennis Dalla Santa scopre l'orienteering: attualmente risiede a Bazzano (BO).
Ha conseguito il diploma di perito agrotecnico nel 2002 presso l'IPSAA "Antonio della Lucia" di Vellai (BL), dopodiché ha continuato gli studi all'Università di Bologna conseguendo nel 2006 il diploma di laurea in scienze geografiche (100/100)e nel 2008 a Pisa il titolo di dottore in geografia (con lode).
Pratica l'orienteering dal 1991 e sin dall'inizio si dimostra a suo agio nei boschi indossando la casacca del Gruppo Sportivo Pavione di Imer; dal dicembre 2004 inizia la sua carriera da professionista difendendo i colori del Centro Sportivo Esercito di Roma che lascia nel 2010 per passare al Gruppo Sportivo Forestale. Dal 2017 torna al Gruppo Sportivo Pavione, dove attualmente è atleta e allenatore.
È istruttore, tracciatore e omologatore impianti riconosciuto dalla Fiso, Federazione Italiana Sport Orientamento. Da molti anni porta avanti la sua passione per la cartografia aggiornando e creando nuovi impianti cartografici per praticare lo sport della corsa di orientamento.
Lunga e importante la sua carriera da tracciatore:
- 2001 Mezzano (TN)              Campionati Italiani sprint
- 2002-2003-2004 Venezia Meeting Orientamento Venezia
- 2004 Asiago (VI)                   Campionati del Mondo Master (controllore)
- 2007 Castelfiorentino (FI)     Campionati Europei MTB-O
- 2009 Primiero Campionati del Mondo Junior
- 2018 Mezzano (TN)             Campionati Italiani sprint-relay
- 2020 Cansiglio (TV)              World Cup

Nel gennaio 2020 ha conseguito il patentino di allenatore di 2º livello federale, titolo che certifica l'attività di allenatore nazionale e tecnico del Progetto Regioni che porta avanti dal 2018.
L'8 settembre 2012 si è sposato con Sara di Furia.